# Eclipse (Luft- und Raumfahrtsoftware)
Eclipse ist eine mit der European Cooperation for Space Standardization (ECSS) konforme Plattform mit Softwareanwendungen, welche zur Vorbereitung, Bearbeitung und Durchführung von Weltraum-Projekten und Unterstützung der Missionsteams zur Verfügung stehen. Firmen in der Luft- und Raumfahrtbranche können mit dieser Software Projekte begleiten und durchführen. Mit den folgenden Inhalten: Ausgestaltung des Managements (Configuration Management), Qualitätssicherung (Quality Assurance), Produktkontrolle (Product Assurance), Projektmanagement (Project Management) können Aktivitäten und Vorgänge organisiert werden.
Laut der Entwickler (Sapienza Consulting ltd.) bietet die Eclipse Software-Suite ihren Benutzern eine fortschrittliche, einfache Handhabung und unterliegt der ECSS.
Eclipse wird in der Luft- und Raumfahrtbranche zur Planung von Projekten genutzt und wurde der Weltraumindustrie erstmals auf folgenden Events vorgestellt:
- International Space System Engineering Conference, 1.–4. Juni 2010, Budapest[3]
- ESA Knowledge Management Conference, 21.–23. Juni 2010, European Space Operations Centre (ESOC), Darmstadt[4]

Gegenwärtig wird die Eclipse Software-Suite von der European Space Agency (ESA) und anderen Unternehmen der europäischen Weltraumindustrie genutzt.

## Funktionen
Eclipse unterstützt folgende Projektschritte:
- Dokumentenmanagement
- Konfigurationsmanagement
- Action (Unternehmensführung)
- Risikomanagement
- Non-Conformance Management
- Qualitätssicherung
- Produktsicherung
- Projektmanagement
- Wissensmanagement
- Technologiemanagement

## Module
Eclipse enthält folgende Module:
| Abkürzung | Modulname                                             | Verwendung |
| --------- | ----------------------------------------------------- | --- |
| AIM       | Verwaltung einer To-do-Liste                          | Aufbau und Überwachung aller Handlungsoptionen. Speicherung entwickelter Aktionen anderer Eclipse-Module (Bspw. von DCCM oder eRID). |
| DAB       | Database Application Builder                          | Erstellung von Management-, Finanz-, Vertrags- und Ingenieursanwendungen |
| DASH      | Management Cockpit                                    | Hochladen und Verwalten von Dashboards. |
| DCCM      | Dokumenten-, Einstellungs- und Änderungsverwaltung    | Überprüfung, Genehmigung, Verwaltung und Verteilung von Dokumenten unter Berücksichtigung der ECSS M-ST-10C. |
| EEE       | Electrical, Electronic and Electromechanical Database | Verwaltung von EEE Elementen. Verwaltung und Überprüfung der verbundenen Declared Components Lists (DCLs). Wo anwendbar, unter Berücksichtigung der ECSS Q-ST-60C. |
| ICMDB     | Industry Capability Mapping Database                  | Verwaltung von Informationen über Organisationen, ihre Produkte und Dienstleistungen in Gegenüberstellung zu spezifischen Technologie- und Kompetenzanforderungen. Aufzeichnung und Verfolgung der Leistungskapazitäten von Lieferanten, inklusive key performance indicators (Key performance indicator, KPIs) von Produkten und Dienstleistungen. |
| JAIL      | Java Authentication Interface LDAP                    | Zentralisierte Authentifizierung und Verwaltung von Benutzern für alle ECLIPSE Module. |
| MyECLIPSE | My ECLIPSE                                            | Verwaltung von personalisierten Benutzergruppen, Lesezeichen und Einstellungen. |
| eNCTS     | Nonconformance (NC) Tracking System                   | Identifizierung, Verarbeitung und Behebung von Nonconformancies auf Basis eines product trees. Teilen von NC-Daten per XML-Interface(Schnittstellen) mit den NC-Tools anderer NC-Nutzer. Wo anwendbar, unter Berücksichtigung der ECSS Q-ST-10-09C.                                                                                                 |
| PAM       | Project Administration Module                         | Verwaltung von Nutzeraccounts, Profilen und Autorisierungen. |
| eRID      | Review Items of Discrepancy                           | Vorbereitung, Konfiguration, Verwaltung und Kontrolle der Reviews von Projekt- und Missionsdokumenten. Wo anwendbar, unter Berücksichtigung der ECSS M-ST-10-01C. |
| eRISK     | Risikomanagement                                      | Identifikation und Einschätzung von Risiken. Identifikation von Aktionen zur Minimierung von Risiken. Wo anwendbar, unter Berücksichtigung der ECSS M-ST-80C. |

## Projekte
Die Eclipse Software-Suite wurde oder wird für Projektentwicklung/Projektmanagement genutzt:
- Galileo Galileo-Programm OHB, Bremen, Germany
- Environmental Mapping and Analysis Program (EnMAP)
- Earth Observation Projects MTG, Sentinel-4
- GRACE-Projekt Airbus D&S (Friedrichshafen, Germany)
- Sentinel-4 Airbus D&S (Ottobrunn, Germany)
- Document Management Tool ESA EAC, Köln, Germany, ESOC, Darmstadt, Germany

## Geschichte
Sapienza Consulting ist eine Firma aus der Luft- und Raumfahrt-Branche mit Sitz in Großbritannien. Gegründet wurde sie im Jahr 1994 von Mike Bearman und Tariq Larfaoui, um Unternehmen mit Projektmanagement und IT-Beratung zu unterstützen. Im Jahr 2009 wurde das Produkt "Eclipse" eingeführt, was die Projektorganisation im Bereich Space vereinfachen sollte. Ein Jahr später wurde das Produkt der Weltraumindustrie vorgestellt.